# Euxestonotus hektor
Euxestonotus hektor är en stekelart som beskrevs av Peter Neerup Buhl 1998. Euxestonotus hektor ingår i släktet Euxestonotus och familjen gallmyggesteklar. Inga underarter finns listade i Catalogue of Life.